# Port lotniczy Lehigh Valley
Port lotniczy Lehigh Valley (IATA: ABE, ICAO: KABE) – port lotniczy położony 5 km na północny wschód od Allentown, w regionie Lehigh Valley, w stanie Pensylwania, w Stanach Zjednoczonych.

## Linie lotnicze i połączenia
- Air Canada Jazz obsługiwane przez Air Georgian (Toronto-Pearson)
- AirTran Airways (Atlanta [sezonowo], Fort Lauderdale [sezonowo], Orlando)
- Allegiant Air (Myrtle Beach, Orlando-Sanford, St. Petersburg/Clearwater)
- American Airlines obsługiwane przez Envoy Air (Chicago O'Hare [od2 kwietnia 2019[2])
- Continental Airlines (Newark) [usługa autobusowa]
- Delta Air Lines (Atlanta) [sezonowo]
- Delta Connection obsługiwane przez Atlantic Southeast Airlines (Atlanta) [sezonowo]
- Delta Connection obsługiwane przez Pinnacle Airlines (Detroit)
- Direct Air obsługiwane przez Xtra Airways (Fort Myers/Punta Gorda) [sezonowo]
- United Express obsługiwane przez Colgan Air (Waszyngton-Dulles)
- United Express obsługiwane przez Expressjet Airlines (Chicago-O'Hare)
- United Express obsługiwane przez SkyWest (Chicago-O'Hare)
- US Airways (Charlotte)
- US Airways Express obsługiwane przez Air Wisconsin (Filadelfia)
- US Airways Express obsługiwane przez Piedmont Airlines (Filadelfia)
- US Airways Express obsługiwane przez PSA Airlines (Charlotte)